# Scarlet Gruber
Scarlet Alexandra Fernández Cristancho ou simplesmente Scarlet Gruber (Caracas, 10 de fevereiro de 1989) é uma atriz e modelo venezuelana, com carreira no México e Estados Unidos.

## Biografia
Scarlet Gruber é filha da atriz Astrid Gruber e do cantor e compositor Gabriel "El Chamo" Fernández . Ela começou sua carreira artística como dançarina de ballet profissional até sofrer uma lesão no tornozelo que a levou a se aposentar. Aos 18 anos, decidiu se dedicar a atuação. Estudou arte dramática no Centro Internacional Luz Columba para Treinamento de Atores (CIFALC) na Venezuela e Miami. Também estudou Psicologia por dois anos.
Estreou como atriz em 2010 na novela da Telemundo, Aurora. Porém seu primeiro papel de destaque foi em 2012 como Rebeca na novela Corazón Apasionado. 
Em 2014 interpretou uma das protagonistas da novela Tierra de reyes, junto com Ana Lorena Sánchez e Kimberly Dos Ramos.
Em 2017 faz sua estréia na Televisa, com a novela Sin tu mirada. Em 2022 é confirmada como a protagonista da bioserie Gloria Trevi: Ella Soy Yo interpretando a cantora Gloria Trevi.

## Vida pessoal
Por sua mãe Astrid Gruber ter sido namorada do ator Omar Fierro durante muitos anos, Scarlet desenvolveu um vínculo paternal com o ator que ela considera como um segundo pai, além de considerar os filhos do ator como seus próprios irmãos.
Desde 2021 Scarlet namora o fotógrafo mexicano Christopher Esqueda.

## Carreira

### Televisão
| Ano       | Telenovela                                     | Personagem                                          |
| --------- | ---------------------------------------------- | --------------------------------------------------- |
| 2026      | Doménica Montero                               | Kiara                                               |
| 2024      | El precio de amarte                            | Amelia Ferreira Saldívar de Franco                  |
| 2023      | Gloria Trevi: Ellas soy yo                     | Gloria de los Ángeles Treviño Ruiz ("Gloria Trevi") |
| 2023      | Contra las cuerdas                             | Dulce Caramelo                                      |
| 2021-2022 | Si nos dejan                                   | Julieta Lugo                                        |
| 2020-2021 | Quererlo todo                                  | Sandra "Sandy" Cabrera Téllez de Santos             |
| 2019-2020 | Médicos, línea de vida                         | Dra. Tania Olivares                                 |
| 2017-2018 | Sin tu mirada                                  | Vanessa Villoslada Balmaceda                        |
| 2017      | Vikki RPM                                      | Kira Rivera                                         |
| 2017      | El desconocido: la historia de El Cholo Adrián | Karla                                               |
| 2016      | El Chema                                       | Blanca Lovato (Jovem)                               |
| 2014-2015 | Tierra de reyes                                | Andrea del Junco Belmonte                           |
| 2014      | Cosita linda                                   | María José Luján                                    |
| 2014      | Cosita linda                                   | Mariana Vargas                                      |
| 2013      | Rosario                                        | Cecilia Garza                                       |
| 2012      | Corazón apasionado                             | Rebeca Marcano de Montesinos                        |
| 2010      | Aurora                                         | Jenny                                               |

### Cinema
| Ano  | Trabalho                    | Personagem     |
| ---- | --------------------------- | -------------- |
| 2015 | El Tatuaje                  | Camila         |
| 2015 | Santiago Apóstol            | Princesa Viria |
| 2014 | Los ocho                    | Tina           |
| 2011 | Con Elizabeth en Mount Dora | Elizabeth      |

## Prêmios e Indicações
| Ano  | Premiação                    | Categoria                                   | Telenovela      | Resultado |
| ---- | ---------------------------- | ------------------------------------------- | --------------- | --------- |
| 2015 | Miami Life Awards            | Melhor atriz jovem de telenovela            | Cosita linda    | Indicado  |
| 2015 | Premios Tu Mundo             | Protagonista favorita                       | Tierra de reyes | Venceu    |
| 2015 | Premios Tu Mundo             | Pareja perfecta (con Christian de la Campa) | Tierra de reyes | Venceu    |
| 2017 | Kids Choice Awards Argentina | Vilã favorita                               | Vikki RPM       | Indicado  |
| 2017 | Kids Choice Awards Colombia  | Chica Trendy                                | Ela mesma       | Indicado  |
| 2018 | Prêmio TVyNovelas            | Melhor atriz juvenil                        | Sin tu mirada   | Indicado  |